# GeForce Now
GeForce Now ist die Marke, die der Hardware-Hersteller Nvidia für seinen Cloud-Gaming-Service verwendet. Die Nvidia-Shield-Version von GeForce Now, vormals unter dem Namen NVIDIA GRID bekannt, wurde 2013 in der Beta-Version veröffentlicht. Der neue Name wurde am 30. September 2015 offiziell bekanntgegeben. Das anfangs noch enthaltene Spiele-Abonnement wurde mit der Veröffentlichung des Dienstes im Februar 2020 für Windows, macOS, Android und iOS entfernt und Spiele müssen zuvor auf Vertriebsplattformen wie Steam, Uplay oder im Epic Games Store erworben worden sein, um vom Dienst erkannt zu werden.

## Funktionen und Hosting
GeForce Now besteht aus einem Netzwerk von Servern in 9 Rechenzentren in Nordamerika und 6 in Europa, die die GeForce Now-Spielbibliothek für Mitglieder in diesen Regionen als Remote-Desktop mittels Cloud Computing hosten und auf das gewünschte Gerät per Live-Streaming senden und die Steuersignal des Eingabesgerätes empfangen. In Deutschland befindet sich das Rechenzentrum in Frankfurt am Main. Die Server verwenden Nvidia-Grafikkarten und können Spiele mit einer Auflösung bis zu 4K und 120 Bildern pro Sekunde streamen. Die Wahl der verbauten Komponenten der Server passt sich den Spielen und Einstellungen an.
Die Hardware der Server wird im Laufe der Zeit aktualisiert, um die Qualität der Streams zu verbessern. Der Dienst kann kostenlos mit einer zeitlichen Begrenzung von einer Stunde pro Spielesitzung und einer Warteschlange für freie Server oder durch ein kostenpflichtiges Abo ohne Beschränkungen und mit Raytracing-Unterstützung durch Nvidia-RTX-Technik genutzt werden. Seit dem 21. Oktober 2021 kann ein weiteres Abonnement abgeschlossen werden, welches Zugriff auf exklusive RTX 3080-Serverrigs (seit dem 3. Januar 2023 auch Ultimate genannt) gewährt, wodurch eine noch bessere Qualität gewährleistet werden kann.
Die „RTX 4080 SuperPODs“ ermöglichen es Spiele in UWQHD (Ultrawide-WQHD) mit 60FPS und 4K mit 120FPS zu spielen. Des Weiteren erhalten alle Geforce Now Ultimate-Abonnenten den Zugriff auf NVIDIA DLSS 3.

## Voraussetzungen
Nvidia empfiehlt eine 50-Mbit/s-Internetverbindung für eine Full-HD-Auflösung mit 60 Bildern pro Sekunde. Der Dienst kann aber auch mit einer 10-Mbit/s-Leitung mit Einschränkungen in der Auflösung und Bildfrequenz genutzt werden. Ebenfalls wird eine 5 GHz W-LAN-Verbindung oder ein Anschluss über LAN empfohlen, da es sonst zu Artefakten kommen kann. Die Systemanforderungen für die Software sind gering, da das Spiel nur übertragen wird und nicht auf dem eigenen Gerät berechnet wird.

## Bibliothek
Die ursprüngliche GeForce-Now-Bibliothek auf der Nvidia Shield enthielt im März 2016 über 80 Spiele. Mittlerweile wuchs das Angebot laut des Magazins PC-Welt insgesamt auf über 2000 Titel an. Auf der Game Developers Conference 2016 gab Nvidia neue Lizenzvereinbarungen mit Sega und Warner Bros. Interactive Entertainment bekannt. Ein großer Teil der Bibliothek des Dienstes war zum Streamen mit einem Spiele-Abonnement verfügbar. Einige Spiele waren aber auch nur nach einem Kauf spielbar. Das Spiele-Abo wurde mit dem Release für Windows, Mac, iOS und Android entfernt und die Spiele müssen bereits vorher auf einer anderen Plattform erworben worden sein. Ein separater Download des Spiels auf dem eigenen Gerät ist aber nicht erforderlich. Am 12. Februar 2020 nahm der Publisher Activision Blizzard seine Spiele ohne eine öffentliche Begründung aus dem Angebot. Am 22. Februar 2020 nahm auch Bethesda Softworks alle Spiele mit Ausnahme von Wolfenstein: Youngblood aus der Bibliothek. Electronic Arts und Rockstar Games kooperieren bisher nicht mit dem Dienst. Am 8. März 2020 stellte ebenfalls der Publisher 2K Games die Kooperation ein, woraufhin die Spiele des Publishers aus der Bibliothek entfernt wurden. Am 21. April 2020 zogen auch die Xbox Game Studios und Warner Bros. Interactive Entertainment ihre Spiele aus dem Angebot zurück. Seit dem 28. Mai müssen Publisher ihre Spiele für GeForce Now erlauben (Opt-in). Einen Tag später startete die Computerspielvertriebsplattform Steam den Cloud-Dienst Steam Cloud Play, der zusammen mit GeForce Now funktioniert, in der Beta.

## Entwicklungsgeschichte
Die Nvidia-Shield-Version von GeForce Now wurde unter dem Namen NVIDIA GRID 2013 mit einem Spiele-Abo in der Beta-Version veröffentlicht. Am 30. September 2015 wurde der Name offiziell in GeForce Now umbenannt. Am 1. Oktober startete der Verkauf der Nvidia Shield TV mit dem Dienst in Europa.
Auf der Consumer Electronics Show im Januar 2017 kündigte Nvidia eine Version von GeForce Now für Windows und macOS an. Im Gegensatz zur Version für Nvidia Shield handelt es sich hier um ein separates Angebot, bei dem die Benutzer den Zugriff auf einen Remotedesktop mit Zugriff auf ihre erworbenen Spiele mieten können. Anfangs sollte das Modell auf einzelne GTX-Grafikkarten und einer Preisberechnung pro Minute begrenzt werden. Dieses Modell wurde aber verworfen und durch ein monatliches Abo und eine kostenlose Version mit Einschränkungen ersetzt.
Nvidia kündigte eine geplante Betaversion des Dienstes im März 2017 an, die jedoch stillschweigend eingestellt wurde. In einem Ergebnisbericht vom Mai 2017 gab Jen-Hsun Huang, der CEO von Nvidia, bekannt, dass eine Betaversion stattfinden werde, das Unternehmen jedoch noch Jahre davon entfernt sei, das richtige Verhältnis zwischen Kosten und Servicequalität zu finden für die Verbreitung der Virtualisierung eines Gaming-PCs. Ende Oktober 2017 startete Nvidia eine kostenlose und offene Beta für englischsprachige macOS-Benutzer in Nordamerika und Europa. Im Januar 2018 erweiterte Nvidia den Nvidia GeForce Now-Dienst um Windows-Geräte. Aufgrund der Beliebtheit und der begrenzten Plätze auf dreihunderttausend Nutzer für Beta-Tester lag die Warteschlange für weitere Tester im März 2019 bei über einer Million Anmeldungen.
Am 4. Februar 2020 wurde der Dienst offiziell für Windows, macOS und Android freigegeben.
Am 3. Januar 2023 kündigte Nvidia im Verlaufe des NVIDIA Special Address auf der CSS an, dass die Abonnementstufe „RTX 3080“ durch „Ultimate“ ausgetauscht wird. Im Zuge dessen sollen großteile der Server im Verlaufe des Q1 2023 ein Upgrade der Grafikeinheiten auf die „RTX 4080 SuperPODs“ erhalten, die dem Nutzer 64 TFlops an Leistung ermöglichen sollen.

## Kritiken
Der Dienst erhielt allgemein positive Bewertungen von Nutzern im Vergleich zum konkurrierenden Cloud-Gaming-Dienst Google Stadia. Als Vorteile werden unter anderem genannt, dass es bereits eine kostenlose Version gibt, der vergleichsweise günstigere Preis, dass die Spiele nicht nochmal exklusiv oft teuer für den Dienst erworben werden müssen, die vorhandene Raytracing-Unterstützung, bessere und stabile Grafikergebnisse und die adaptiven Grafikeinstellungen. Kritisiert wird hingegen unter anderem das fehlende Spiele-Abo, ein oft benötigter manueller Serverwechsel für bessere Grafikergebnisse, Framedrops und Artefakte bei einer WLAN-Verbindung, kurze Verzögerungen, die im E-Sport entscheidend sein können und das noch kleine Spiele-Angebot. Es ist auch nicht jedes Spiel in der gekauften Sprache/Lokalisierung spielbar, wenn auch zunehmend mehr Spiele beispielsweise in der Sprache „Deutsch“ vorinstalliert werden und dem Spieler zur Verfügung stehen. Die Standard-Sprache der vorinstallierten Spiele ist Englisch. Eine Möglichkeit die Sprache vorauszuwählen (insbesondere bei Steam) besteht bislang nicht, sofern das Spiel selbst dies nicht unterstützt.